# Amiana
Amiana is een geslacht van vlinders van de familie van de uilen (Noctuidae). De wetenschappelijke naam van dit geslacht is voor het eerst voorgesteld door Harrison Gray Dyar Jr. in een publicatie uit 1904.
Dit geslacht is monotypisch, dat wil zeggen dat het maar één soort heeft namelijk Amiana niama Dyar, 1904 die in de Verenigde Staten voorkomt.